# Lepidopus altifrons
Lepidopus altifrons és una espècie de peix pertanyent a la família dels triquiúrids.

## Descripció
- Pot arribar a fer 66 cm de llargària màxima.
- El color del cos pot variar entre platejat i marró. Línia lateral fosca i cavitats branquials negres.
- 2 espines i 52-58 radis tous a l'aleta anal.
- 98-107 vèrtebres.[5][6][7]

## Depredadors
Al Brasil és depredat per Lophius gastrophysus.

## Hàbitat
És un peix marí, bentopelàgic com a adult i pelàgic com a jove, i de clima subtropical que viu entre 100 i 500 m de fondària.

## Distribució geogràfica
Es troba a l'Atlàntic occidental: des del Canadà fins al sud del Brasil.

## Observacions
És inofensiu per als humans.